# Dudong-myeon
Dudong-myeon (koreanska: 두동면) är en socken i landskommunen Ulju-gun som i sin tur är en del av stadskommunen Ulsan i den sydöstra delen av Sydkorea, 290 km sydost om huvudstaden Seoul.